# 박병호 (야구 선수)
박병호(朴炳鎬, 1986년 7월 10일 ~ )는 KBO 리그 삼성 라이온즈의  내야수, 지명타자이다.

## 아마추어 시절
서울 성남고등학교 시절 전국 대회에서 화순고등학교와 휘문고등학교와의 2경기에 걸쳐 4연타석 홈런을 기록했는데 이는 고등학생으로서 최초의 기록이었다.

## 한국 프로야구 시절

### LG 트윈스시절
1차 지명으로 입단 후 1루수로 전향해 많은 기대를 모았으나 별다른 활약을 보여주지 못했다.

### 상무 야구단시절
2006년에 입대해 2008년 2군 북부 리그 홈런왕을 차지했다. 2008년 말에 제대했다.

### LG 트윈스복귀

#### 2009년 시즌
1군 첫 경기에서 연타석 홈런을 포함해 4타수 3안타를 친 지 며칠 뒤 또 연타석 홈런을 쳐 냈다. 그러나 변화구에 약점을 보인 뒤 급추락했다. 그 해 9개의 홈런을 기록했다.

#### 2010년 시즌
시즌 전 이택근의 트레이드 영입, 외야수 이병규의 복귀 등으로 외야진의 포화 현상으로 인해 이택근이 1루수를 겸업하며 팀 내에서 그의 입지는 줄어들었고, 2010년 9월 17일 SK 와이번스전에서 나주환과 충돌해 왼쪽 팔꿈치 부상을 당해 시즌을 마감했다.
2010년 시즌을 마치고 토미 존 수술을 받은 관계로, 2011년에는 1군에 늦게 합류했다. 하지만 1군과 2군을 오고 가다가 2011년 7월 31일 투수 심수창과 함께 김성현, 송신영을 상대로 넥센 히어로즈로 트레이드됐다. 등번호도 25번에서 52번으로 바꿔 달기로 했다.

### 넥센 히어로즈시절

#### 2011년 시즌
트레이드 후 맹타를 휘두르며 팀에 힘이 됐다. 그의 입단 전 1루는 이숭용, 장영석, 오재일, 조중근이 번갈아 맡아 왔으나, 트레이드로 영입한 그가 1루수로 완전히 정착했다. 트레이드 후 당시 구단주였던 이장석의 지시 아래 그를 쭉 선발 출장시켰지만, 트레이드 후 처음 출장한 대구 삼성전에서는 12타수 2안타로 부진했다. 8월 5일 두산전에서는 알드리지가 부상을 당해 그가 4번 타자로 출장했고 두산전 3차전에서 11타수 7안타, 2홈런, 5타점으로 맹활약했다. 구단주와 감독, 코치진은 그에게 무한한 신뢰를 주며 새로운 4번 타자로 키우기 위해 심혈을 기울였다. 8월에는 리그 최다 홈런을 쳐 내며 괴력을 보였으며, 8월 20일 KIA전에서 유동훈을 상대로 데뷔 첫 끝내기 홈런을 쳐 냈다. 팀이 최하위로 떨어졌지만 그의 맹활약으로 마지막까지 파이팅 넘치는 플레이를 보여줬다. 시즌 13홈런을 기록해 개인 첫 두 자릿수 홈런을 기록했다. 그를 오랜 기간 괴롭혀 온 발의 뼛조각 제거 수술을 받기 위해 구단의 배려로 시즌 종료를 몇 경기 앞두고 시즌을 마감하기로 했으며, 시즌 마지막 출장 경기에서도 홈런을 기록하며 시즌을 마감했다.
시즌 후 그가 팀의 새로운 스타가 된 반면 트레이드 당사자 중 송신영은 FA를 선언해 한화 이글스로 이적했고, 2년 후인 2013년에 트레이드로 히어로즈에 복귀해 그와 함께하게 됐다. 김성현은 2012년에 승부 조작 사실이 드러나 방출돼 이 트레이드는 LG 트윈스의 입장에서 완전히 실패한 트레이드가 됐다.

#### 2012년 시즌
실질적으로 첫 풀 타임 시즌을 맞았다. 팀의 4번 타자로 중용됐으며, 3루 수비 연습도 했으나 주로 1루수나 지명타자로 출장했다. 시범 경기에서 연타석 홈런을 쳐 내며 고타율로 승승장구했으나 4월 한 달 간 타격감이 오르지 않았다. 그러다가 4월 15일 삼성전에서 차우찬을 상대로 생애 첫 만루 홈런을 쳐 낸 것을 시작으로 4월에 총 4홈런을 쳐 냈다. 5월과 6월에는 3할 이상의 타율을 유지하며 6월까지 16홈런, 58타점으로 홈런과 타점 부문 상위권을 유지했다. 전반기 타율 2할 8푼, 17홈런, 64타점으로 홈런 3위, 타점 1위를 유기록했다. 후반기 때 홈런 선두를 달리던 강정호가 봉와직염으로 잠시 주춤한 사이 홈런을 늘렸다. 8월 1일에는 생애 첫 한 경기 3홈런을 쳐 냈고, 7월 31일~8월 5일까지 6경기에서 6홈런을 몰아치며 홈런 1위에 등극했다. 그 후 홈런 1위를 계속 지켰으며 타점 부문은 박석민에게 잠시 1위를 내주기도 했으나 박석민이 9월에 부진한 사이 치고 올라가며 타점 부문 1위를 확고히 했다. 또한 9월 21일 한화와의 경기에서 1홈런, 3타점을 기록해 2012년 시즌 첫 30홈런-세 자릿수 타점을 기록했다. 이는 KBO 리그 통산 40번째 기록이었다. 또한 10월 2일 두산전에서 도루를 성공하며 20홈런-20도루 클럽에 가입했다. 이는 1루수로는 김성한에 이어 역대 2번째였으며, 강정호와 함께 두 중심 타자가 모두 20홈런-20도루 클럽 가입에 성공했고 이는 KBO 리그 역대 최초의 기록이었다. 시즌 후 거포의 상징인 홈런왕, 타점왕, 장타율왕 등 3개의 개인 타이틀을 획득했다. 또 팀 사상 첫 정규 시즌 MVP에 선정됐고, 같은 해 데뷔 후 첫 1루수 부문 골든 글러브도 수상했다. 하지만 시즌 후 열렸던 2013년 WBC 국가대표팀에는 선발되지 못했으며, 그가 2013년과 2014년에 꾸준히 홈런 타자로 성장한 후 인천 아시안 게임을 앞두고 국가대표팀에 선발됐다.

#### 2013년 시즌
작년과 마찬가지로 1루수로 전 경기에 출장했다. 3월과 4월에는 총 4홈런으로 안 좋았다가, 5월에 0.341의 타율을 기록하며 팀의 상승세에 큰 기여를 했다. 4월~6월의 타율이 3할 7리에 불과한 반면 7월~8월의 타율은 3할 3푼 1리를 기록했으며 이 기간 40경기 동안 11홈런을 쳐 냈다. 또한 팀이 큰 상승세를 올리던 9월에는 18경기에서 무려 11홈런을 쳐 냈다. 9월 29일 두산전에서는 개인 통산 2번째로 1경기 3홈런, 7타점을 기록했으며, 37홈런을 기록해 2년 연속 30홈런-세 자릿수 타점을 달성했다. 또한 2012년에는 달성하지 못했던 3할 타율까지 달성하며 개인 통산 첫 3할 타율-30홈런-세 자릿수 타점을 기록했다. 10월 3일 KIA전에서는 데뷔 첫 한 경기 3도루를 성공했다. 또한 KBO 리그 사상 첫 2년 연속 전 경기 4번 타자로 출장하며 팀의 창단 첫 포스트시즌 진출에 크게 공헌했다. 시즌 중 감독 추천 선수로 올스타에 선정돼 데뷔 후 처음으로 올스타전에 출전했다. 팀이 준플레이오프에 진출함에 따라 데뷔 후 첫 포스트시즌을 치렀으나 팀은 경험 부족을 드러내며 두산 베어스에 패해 플레이오프 진출에 실패했다. 하지만 시즌 MVP를 또 다시 수상하며 역대 4번째 2년 연속 MVP가 됐고, 홈런, 타점, 득점, 장타율 등 4관왕을 차지했다.

#### 2014년 시즌

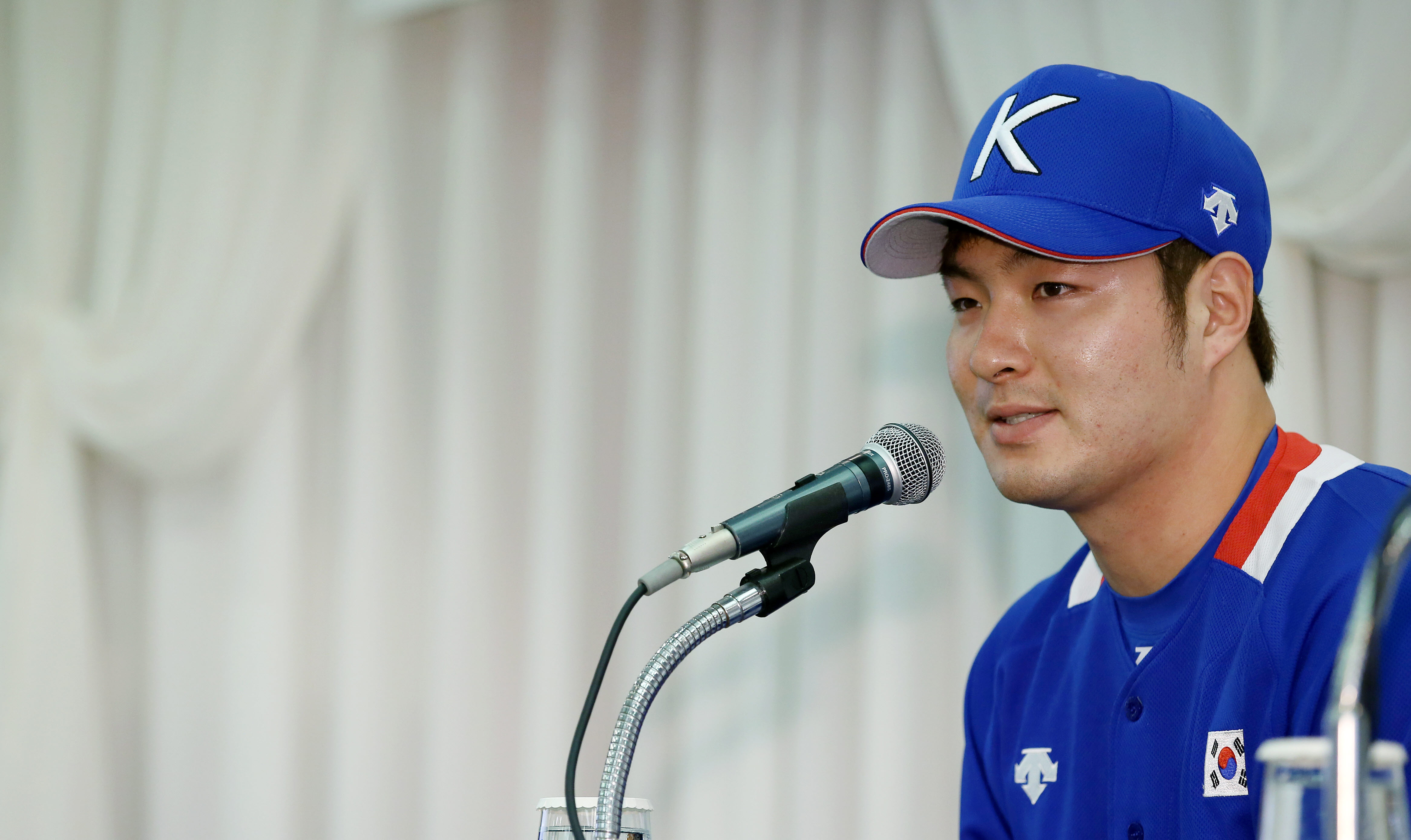
2014년 아시안 게임에서

타고투저의 영향에 힘입어 항상 안 좋았던 4월에도 나쁘지 않은 활약을 보여주며 5월에 좋은 홈런 페이스를 가져갔다. 특히 5월에는 14홈런, 6월에는 9홈런을 쳐 내며 5월, 6월에 23홈런을 쳤다. 그러던 중 슬럼프에 빠지면서 6월 27일 두산 베어스를 상대로 시즌 29호 홈런을 친 후 긴 부진에 빠져 선발 출장에서 제외됐다. 7월 11일 NC 다이노스전에서 대타로 출전해 30홈런을 쳤고, 3년 연속 30홈런을 기록했다.
올스타전에서 1루수로 선발돼 맹활약했다. 김광현을 상대로 2루타, 채병용을 상대로 3점 홈런, 안지만을 상대로 솔로 홈런을 기록했다. 4타수 3안타, 4타점으로 웨스턴리그의 대승을 이끌어내며 생애 첫 올스타전 MVP를 차지했다.
9월 5일 NC 다이노스전에서 3연타석 홈런 포함 역대 두 번째 한 경기 4홈런을 달성했다.
2014년 아시안 게임 국가대표팀으로 발탁돼 데뷔 첫 국가대표가 됐고, 주장으로 선출됐다. 대만과 2차전에서 첫 홈런을 쳤고, 중국과의 준결승전에서 결승 3점 홈런을 쳐 내며 대표팀의 결승 진출에 기여했고, 생애 첫 금메달을 획득했다.
10월 14일 롯데 자이언츠전에서 김사율을 상대로 데뷔 첫 50홈런을 달성했다. 이로써 역대 3번째 50홈런을 기록했다. 다만 데뷔 후 처음 출전한 2014년 한국시리즈에서는 매우 부진했다. 비록 팀은 한국시리즈에서 패해 준우승에 머물렀지만, 골든글러브 1루수 부문을 수상하며 3년 연속 골든글러브를 수상했다.

#### 2015년 시즌
홈런과 타점 부문 1위를 차지했다. 또, 역대 최초 KBO 리그 2년 연속 50홈런, 한 시즌 개인 최다 타점 타이 기록을 달성했다.
2015년 11월 7일, 팀은 그에 대한 3,995만 달러의 포스팅 응찰을 수용한다고 발표했다. 이는 4,312만 5,000달러의 금액을 기록한 스즈키 이치로에 이어 아시아 야수 중 2위 기록이었으며, 국내 야수 중에선 최고 기록이었다. 그리고 미네소타 트윈스의 1285만 달러 포스팅 금액을 수용했으며, 12월 2일 5년 최대 1,800만 달러에 계약하며 꿈에 그리던 MLB 진출이 확정됐다.

## 미국 프로야구 시절

### 미네소타 트윈스시절
5년 최대 1천 800만 달러라는 거액의 계약을 따낸 그는 시범 경기에서 만루 홈런 등의 활약으로 MLB 25인 로스터에 합류했다. 4월 9일 첫 홈런을 시작으로 4월에 홈런을 몰아쳐, 30홈런도 가능할 것으로 보였지만 강속구 대처에 어려움을 겪었다. 6월까지 12홈런을 쳐 냈음에도 불구하고 타율이 1할대 후반으로 저조했다. 결국 마이너리그로 강등된 그는 트리플 A에서 1할대 타율을 유지하며 3연타석 홈런을 쳤지만, 손목 부상의 여파로 시즌을 조기 마감했다. 이후 팀의 기대에 미치지 못한 그는 40인 로스터에서 제외되며 2017년 2월 9일에 방출됐지만 어떠한 구단에서도 반응이 없어 다음날 웨이버를 통과하며 트리플 A로 이관돼 마이너 팀인 로체스터 레드윙스에 잔류했다.

## 한국 프로야구 복귀

### 넥센 히어로즈복귀 &키움 히어로즈시절
2017년 11월 27일 구단 첫 10억 단위의 계약이자 최고액인 연봉 15억에 계약을 체결하며 복귀했다.

#### 2018년 시즌

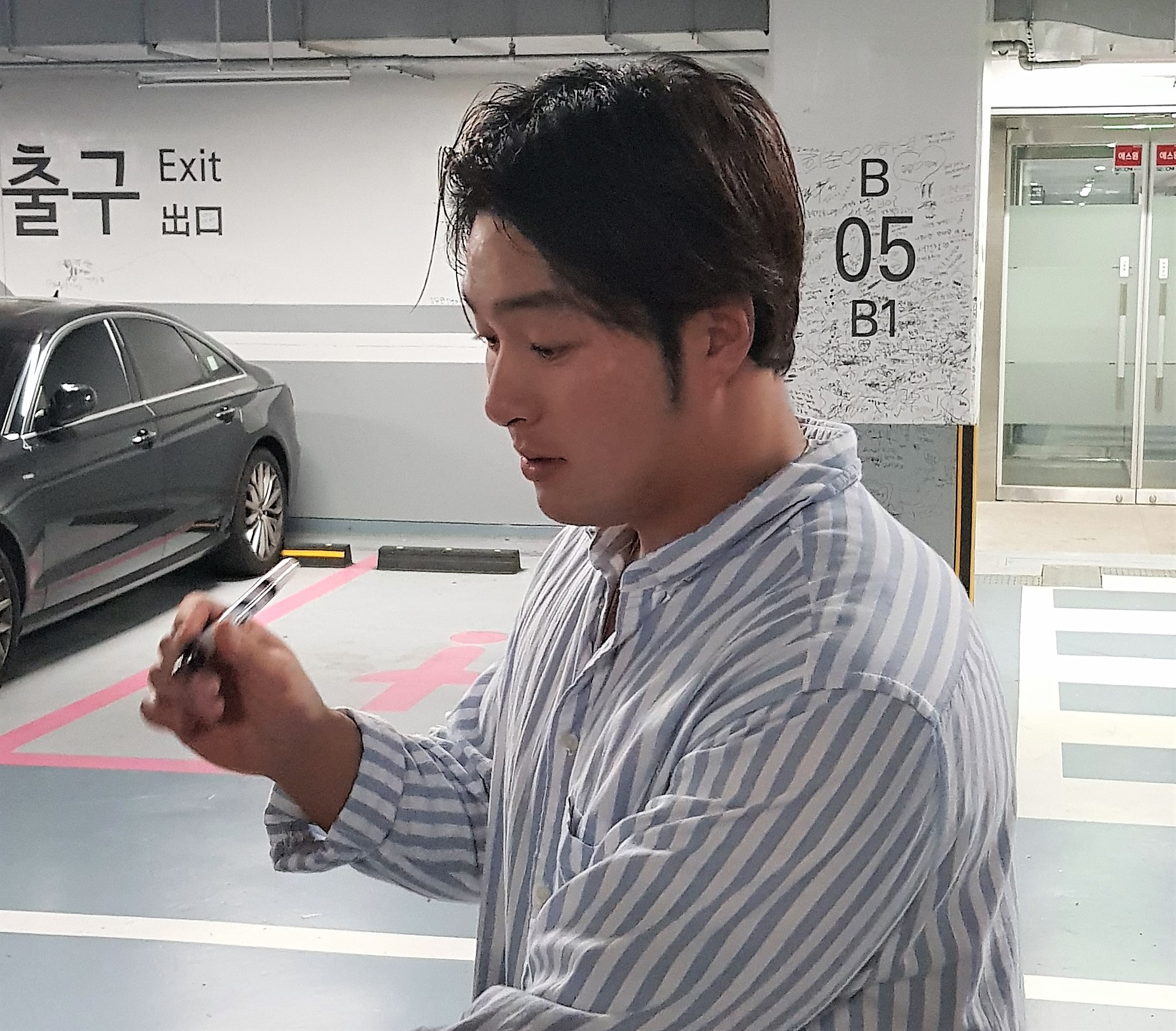
2018년에 고척스카이돔에서 사인하고 있는 모습

4월 5일 kt전에서 엄상백을 상대로 끝내기 안타를 쳐 내며 팀의 승리를 이끌었다.
4월 14일 두산전에서 종아리 근육 부상으로 인해 엔트리에서 말소됐다.
5월 20일 삼성전에서 복귀했다. 6월 1일 LG전에서 차우찬을 상대로 역대 38번째 6년 연속 두 자릿수 홈런을 달성했다.
8월 8일 KIA전에서 임기영을 상대로 역대 2번째 5년 연속 30홈런을 기록했고, 9월 14일 NC전에서 원종현을 상대로 KBO 리그 최초 5년 연속 세 자릿수 타점을 달성했다. 9월 18일 두산전에서 박치국을 상대로 KBO 리그 최초 3년 연속 40홈런을 달성했다.

#### 2019년 시즌
15억원에 재계약했다. 초반 0.376의 타율에 13홈런을 쳐 내며 압도적인 타격을 선보였지만 5~6월에 1할도 되지 않는 극심한 타격 부진에 빠졌다. 후반기 역대 5번째 한 경기 4홈런을 달성했다. 8월 7일 롯데전에서 다익손을 상대로 역대 3번째 6년 연속 20홈런을 달성했다.9월 3일 두산전에서 윤명준을 상대로 역대 2번째 6년 연속 30홈런을 달성했다.공인구 반발력 저하에도 불구하고 33홈런으로 리그 유일 30홈런 및 개인 5번째 홈런왕이 됐다. 1루수 골든글러브까지 차지하며 5연속 1루수 골든글러브를 수상했다.

#### 2020년 시즌
계약금 3억 3,000만원, 연봉 20억원에 계약했다. 8월 11일 한화전에서 서폴드를 상대로 역대 2번째 7년 연속 20홈런을 달성했다. 트레이드로 이적 후 최소 경기 출장, 가장 낮은 타율을 기록하며 부진했다.

#### 2021년 시즌
김상수의 뒤를 이어 팀의 새 주장으로 선정됐다.

## kt 위즈시절
2021년 시즌을 마감한 후 FA 자격을 얻었고, 2021년 12월 29일 총액 3년 30억원(계약금 7억, 연봉 20억, 옵션 3억)에 계약하며 이적했다.
2023년까지는 준수한 시즌을 보냈으나 2024년 들어 타격 부진으로 문상철에게 밀려 출전 기회가 줄어들자 kt 구단에 웨이버 공시해 달라고 요청하는 등   마지막이 좋지 못했다.

## 삼성 라이온즈시절
2군으로 내려간 후 출전 기회 보장을 위해 웨이버 공시까지 요청했던 그는 결국 2024년 5월 28일 경기를 마친 후 오재일을 상대로 삼성 라이온즈에 트레이드됐다.
경기를 마친 직후 대구로 내려와서 삼성 선수단에 합류했으며, 등번호는 52번을 투수 코너 시볼드가 이용하고 있어서 52번 대신 59번을 이용하기로 했다. 곧바로 1군에 등록한 후 5월 29일 대구 히어로즈전에 6번 지명타자로 선발 출장했으며, 삼성 이적 기념으로 장외 홈런을 기록했다.

## 출신 학교
- 하안초등학교(전학) → 서울영일초등학교(광명리틀)
- 서울 영남중학교
- 서울 성남고등학교

## 등번호
- KBO
  - '25' - LG 트윈스 (2005년 ~ 2011년)
  - '52' - 넥센 히어로즈 (2011년 ~ 2015년, 2018년), 키움 히어로즈 (2019년 ~ 2021년), kt 위즈 (2022년 ~ 2024년), 삼성 라이온즈 (2025년 ~현재)
  - '59' - 삼성 라이온즈 (2024년)

- MLB
  - '52' - 미네소타 트윈스 (2016년)

- 마이너 리그
  - '52' - 로체스터 레드윙스 (2016년 ~ 2017년)

- 국가대표
  - '52' - 인천아시안게임 (2014년), 자카르타아시안게임 (2018년)
  - '3' - WBSC 프리미어 12 (2015년)

## 평가
- 마해영은 그가 이대호를 넘을 수 있는 기량을 가지고 있는 선수라고 평가했다.[26]
- 김경문은 그가 매년 30홈런 이상 때려 낼 수 있는 기량을 가진 선수라고 평가했다.[27]
- 이승엽은 그가 홈런왕의 맥을 이을 선수라고 평가했다.[28]
- 김정준이 그를 하늘에서 내린 4번 타자라고 불렀다.

## 별명
- 오른손 강타자였던 클리프 브룸바의 이름을 본뜬 '브룸박'과 MLB LA 에인절스의 우타자인 앨버트 푸홀스의 이름을 본뜬 '병홀스'라고 불렸다.[29]
- 엄청난 장타력을 가졌다는 의미로 빅뱅과 이름을 합쳐 '박뱅'이라고 불린다.
- 부진할 때 선풍기처럼 배트가 쉽게 돈다고 해서 '박풍기'라고 불린다.
- '국민 거포 박병호'의 줄임말인 '국거박'이라고 불린다.

## 배우자
- '이지윤' (2011년 ~ 현재)[30]

## 주요 기록
| 기록                    | 날짜       | 상대팀 | 내용        | 종전 기록      | 기타 |
| ----------------------- | ---------- | ------ | ----------- | -------------- | ---- |
| 20-20 클럽              | 2012.10.2  | 두산   | 역대 35번째 |                |      |
| 100홈런                 | 2013.9.20  | KIA    | 역대 62번째 |                |      |
| 200홈런                 | 2015.8.17  | 롯데   | 역대 21번째 |                |      |
| 1경기 4홈런             | 2014.9.4   | NC     | 역대 2번째  | 박경완         |      |
| 2년 연속 50홈런         | 2015.9.21  | NC     | 역대 최초   |                |      |
| 한 시즌 최다 루타       | 2015.9.22  | NC     | 377루타     | 이승엽 356루타 |      |
| 한 시즌 최다 타점       | 2015.10.2  | 롯데   | 146타점     | 이승엽 144타점 |      |
| 5년 연속 30홈런-100타점 | 2018.8.8   | NC     | 역대 최초   |                |      |
| 3년 연속 40홈런         | 2018.9.18  | 두산   | 역대 최초   |                |      |
| 6년 연속 20홈런         | 2019.8.7   | 롯데   | 역대 3번째  | 최형우         |      |
| 6년 연속 30홈런         | 2019.9.3   | 두산   | 역대 2번째  | 이승엽         |      |
| 1경기 4홈런             | 2019.8.27  | 한화   | 역대 5번째  | 한동민         |      |
| 1경기 최다(17)루타      | 2019.8.27  | 한화   | 역대 최초   |                |      |
| 1경기 4홈런 2번         | 2019.8.27  | 한화   | 역대 최초   |                |      |
| 300홈런                 | 2020.7.5   | kt     | 역대 14번째 |                |      |
| 7년 연속 20홈런         | 2020.8.11  | 한화   | 역대 2번째  | 이승엽         |      |
| 8년 연속 20홈런         | 2021.10.16 | 삼성   | 역대 2번째  | 이승엽         |      |
| 9년 연속 20홈런         | 2022.06.21 | NC     | 역대 최초   |                |      |

## 통산 기록
| 연 도           | 소 속           | 나 이           | 출 장 | 타 석 | 타 수 | 득 점 | 안 타 | 2 루 타 | 3 루 타 | 홈 런 | 타 점 | 도 루 | 도 실 | 볼 넷 | 삼 진 | 타 율 | 출 루 율 | 장 타 율 | O P S | 루 타 | 병 살 타 | 몸 맞 | 희 타 | 희 플 | 고 4 |
| --------------- | --------------- | --------------- | ----- | ----- | ----- | ----- | ----- | ------- | ------- | ----- | ----- | ----- | ----- | ----- | ----- | ----- | -------- | -------- | ----- | ----- | -------- | ----- | ----- | ----- | ---- |
| 2005            | LG              | 19              | 79    | 185   | 163   | 22    | 31    | 11      | 0       | 3     | 21    | 1     | 0     | 12    | 48    | .190  | .265     | .313     | .578  | 51    | 3        | 6     | 0     | 4     | 0    |
| 2006            | LG              | 20              | 48    | 142   | 130   | 7     | 21    | 2       | 0       | 5     | 13    | 1     | 3     | 9     | 42    | .162  | .227     | .292     | .519  | 38    | 4        | 2     | 1     | 0     | 0    |
| 2009            | LG              | 23              | 68    | 213   | 188   | 28    | 41    | 7       | 0       | 9     | 25    | 2     | 1     | 20    | 70    | .218  | .305     | .399     | .704  | 75    | 3        | 4     | 0     | 1     | 1    |
| 2010            | LG              | 24              | 78    | 192   | 160   | 25    | 30    | 4       | 0       | 7     | 22    | 5     | 1     | 26    | 55    | .188  | .305     | .344     | .649  | 55    | 5        | 2     | 2     | 2     | 3    |
| 2011            | LG              | 25              | 15    | 17    | 16    | 3     | 2     | 1       | 0       | 1     | 3     | 0     | 0     | 1     | 9     | .125  | .176     | .375     | .551  | 6     | 0        | 0     | 0     | 0     | 0    |
| 2011            | 넥센            | 25              | 51    | 213   | 185   | 28    | 49    | 10      | 2       | 12    | 28    | 2     | 0     | 25    | 67    | .265  | .357     | .535     | .892  | 99    | 5        | 2     | 0     | 1     | 0    |
| '11합           | 넥센            | 25              | 66    | 230   | 201   | 31    | 51    | 11      | 2       | 13    | 31    | 2     | 0     | 26    | 76    | .254  | .344     | .522     | .866  | 105   | 5        | 2     | 0     | 1     | 0    |
| 2012            | 넥센            | 26              | 133   | 560   | 469   | 76    | 136   | 34      | 0       | 31    | 117   | 20    | 9     | 73    | 111   | .290  | .393     | .561     | .954  | 263   | 6        | 11    | 0     | 7     | 3    |
| 2013            | 넥센            | 27              | 128   | 556   | 450   | 91    | 143   | 17      | 0       | 37    | 105   | 10    | 2     | 92    | 96    | .318  | .437     | .602     | 1.039 | 271   | 7        | 8     | 0     | 6     | 4    |
| 2014            | 넥센            | 28              | 128   | 571   | 459   | 126   | 139   | 16      | 2       | 52    | 124   | 8     | 3     | 96    | 142   | .303  | .433     | .686     | 1.119 | 315   | 13       | 12    | 0     | 4     | 3    |
| 2015            | 넥센            | 29              | 140   | 622   | 528   | 129   | 181   | 35      | 1       | 53    | 146   | 10    | 3     | 78    | 161   | .343  | .436     | .714     | 1.150 | 377   | 10       | 12    | 0     | 4     | 6    |
| 2016            | MIN             | 30              | 62    | 244   | 215   | 28    | 41    | 9       | 1       | 12    | 24    | 1     | 0     | 21    | 80    | .191  | .275     | .409     | .684  | 88    | 3        | 5     | 0     | 3     | 0    |
| 2016            | Rochester       | 30              | 31    | 128   | 116   | 18    | 26    | 5       | 0       | 10    | 19    | 0     | 0     | 6     | 32    | .224  | .297     | .526     | .823  | 61    | 4        | 6     | 0     | 0     | 0    |
| 2017            | Rochester       | 31              | 111   | 455   | 419   | 48    | 106   | 22      | 2       | 14    | 60    | 0     | 0     | 28    | 130   | .253  | .308     | .415     | .723  | 174   | 16       | 6     | 0     | 2     | 0    |
| 2018            | 넥센            | 32              | 113   | 488   | 400   | 88    | 138   | 20      | 0       | 43    | 112   | 0     | 1     | 68    | 114   | .345  | .457     | .718     | 0.175 | 287   | 9        | 17    | 0     | 3     | 10   |
| 2019            | 키움            | 33              | 122   | 532   | 432   | 92    | 121   | 22      | 0       | 33    | 98    | 0     | 1     | 78    | 117   | .280  | .399     | .560     | .959  | 242   | 7        | 13    | 0     | 9     | 5    |
| 2020            | 키움            | 34              | 93    | 383   | 309   | 56    | 69    | 7       | 0       | 21    | 66    | 0     | 0     | 57    | 114   | .223  | .353     | .450     | .802  | 139   | 8        | 9     | 0     | 8     | 2    |
| 2021            | 키움            | 35              | 118   | 477   | 409   | 48    | 93    | 23      | 0       | 20    | 76    | 0     | 1     | 47    | 141   | .227  | .323     | .430     | .753  | 176   | 9        | 14    | 0     | 7     | 3    |
| 2022            | kt              | 36              | 124   | 487   | 429   | 72    | 118   | 17      | 0       | 35    | 98    | 5     | 3     | 40    | 131   | .275  | .349     | .559     | .909  | 240   | 7        | 0     | 0     | 0     | 0    |
| 2023            | kt              | 37              | 132   | 493   | 431   | 53    | 122   | 15      | 0       | 18    | 87    | 2     | 0     | 46    | 114   | .283  | .357     | .443     | .800  | 191   |          |       |       |       |      |
| KBO 통산 : 15년 | KBO 통산 : 15년 | KBO 통산 : 15년 | 1570  | 6132  | 5894  | 944   | 1434  | 241     | 5       | 380   | 1141  | 66    | 28    | 768   | 1532  | .278  | .381     | .548     | .929  | 2634  | 96       | 112   | 3     | 56    | 40   |
| MLB 통산 : 1년  | MLB 통산 : 1년  | MLB 통산 : 1년  | 62    | 244   | 215   | 28    | 41    | 9       | 1       | 12    | 24    | 1     | 0     | 21    | 80    | .191  | .275     | .409     | .684  | 88    | 3        | 5     | 0     | 3     | 0    |
| AAA 통산 : 2년  | AAA 통산 : 2년  | AAA 통산 : 2년  | 142   | 583   | 535   | 66    | 132   | 27      | 2       | 24    | 79    | 0     | 0     | 34    | 162   | .278  | .305     | .439     | .745  | 235   | 20       | 12    | 0     | 2     | 0    |

- 굵은 글씨는 해당 시즌 최고 기록, 빨간 글씨는 한국 프로야구 역사상 단일시즌 최고 기록